# 4 de març
El 4 de març és el seixanta-tresè dia de l'any del calendari gregorià i el seixanta-quatrè en els anys de traspàs. Queden 302 dies per finalitzar l'any.

## Esdeveniments
Països Catalans
- 1903, Barcelona: es funda el Centre Autonomista de Dependents del Comerç i de la Indústria, el CADCI.
- 1979, Barcelona: Són detinguts Jaume Martínez i Vendrell, Lluís Montserrat i Sangrà, Joan Mateu i Martínez, M. Teresa Sol i Cifuentes i Manuel Viusà sota l'acusació de participar en l'atemptat contra Josep Maria Bultó i formar part d'EPOCA.
- 2001, Andorra: s'hi celebren eleccions parlamentàries: les guanya Marc Forné per majoria absoluta, encapçalant la Unió Liberal.

Resta del món
- 1152, Frankfurt, Sacre Imperi: després que l'emperador Conrad III d'Alemanya el nomenés successor, l'assemblea de prínceps elegeix Frederic I Barba-roja emperador romanogermànic; serà coronat a Aquisgrà.
- 1665, Canal de la Mànega: la Companyia d'Aventurers Reials a l'Àfrica ataca dos combois de la Companyia Holandesa de les Índies Occidentals i això desencadena la Segona guerra anglo-holandesa.[1]
- 1681, Londres, Regne d'Anglaterra: Carles II atorga una carta de drets a William Penn per al territori que esdevindrà Pennsilvània.
- 1789, Nova York, EUA: el primer Congrés Continental hi proclama la Constitució dels Estats Units. George Washington és elegit primer President dels Estats Units.
- 1790, França: hi entra en vigor la divisió de l'estat en 83 departaments.
- 1791, Vermont, EUA: aquest territori esdevé el catorzè estat de la Unió.
- 1837, Illinois, EUA: aquest estat atorga a Chicago la categoria de ciutat.
- 1876, Espanya: Fi de la Tercera Guerra Carlina
- 1877, Washington, EUA: Emile Berliner hi inventa el micròfon.
- 1887, Regne Unit: Arthur Conan Doyle hi publica A Study in Scarlet, la primera narració de Sherlock Holmes.
- 1904, Corea: l'exèrcit japonès fa fugir les tropes russes cap a la Manxúria, (Guerra russo-japonesa).
- 1918, Fort Riley (Kansas): primer cas detectat de l'epidèmia de grip de 1918.
- 1919, Moscou, Rússia: S'inaugura la III Internacional.
- 1933, Estats Units: Franklin Delano Roosevelt comença el seu primer mandat com a president.
- 1941, illes Lofoten: l'exèrcit britànic hi comença l'Operació Claymore, Segona Guerra Mundial).[2]
- 1975, Londres: la reina Isabel II del Regne Unit nomena cavaller Charles Chaplin.
- 1994, Vitòria, Àlaba, el País Basc: l'Ajuntament de la ciutat obre el primer registre de parelles de fet (heterosexuals i homosexuals). a l'Estat Espanyol
- 1999, Estats Units: s'hi publica un llibre que relata l'afer de Bill Clinton amb Monica Lewinsky.
- 2006, Rafael Nadal guanya el torneig de Dubai.
- 2009, la Haia, Països Baixos: La Cort Penal Internacional emet una ordre d'arrest contra el president del Sudan, Omar Hassan al-Bashir, per crims contra la humanitat practicats en Darfur.

## Naixements
Països Catalans
- 1816 - Vic (Osona): Francesc Camprodon i Lafont, poeta i dramaturg català (m. 1870).
- 1873 - Sant Sebastià: Benita Asas, mestra i feminista espanyola, sufragista i editora de premsa (m. 1968).[3]
- 1883 - Alcoi: Virgínia Soler i Alberola, metgessa pionera valenciana (m. 1965).[4]
- 1884 - Barcelona: Maria Barrientos, soprano catalana (m. 1946).[5]
- 1905 - Barcelona: Francesc Masclans i Girvès, mestre i botànic català (m. 2000).
- 1907: 
  - San Francisco: Maria Branyas Morera, la persona més longeva del món el 2023 (m. 2024).[6]
  - Peralada, Empordà: Joaquim Serra, compositor de sardanes (m. 1957).
  - Barcelona: Maria Teresa Pelegrí i Marimon, compositora catalana (m. 1995).[7]

- 1913 - València: Artur Llàcer Pla, compositor valencià.
- 1915 - Barcelona: Carles Suriñach i Wrokona, director i compositor català d'obres simfòniques (m. 1997).
- 1922 - Barcelona: Xavier Turull i Creixell, compositor i violinista català (m. 2000).
- 1924 - Barcelona: Llorenç Gomis Sanahuja, escriptor, poeta i periodista català (m. 2005).[8]
- 1926 - Palamós: Dolors Condom i Gratacòs, catedràtica i llatinista catalana (m. 2016).[9]
- 1953 - Palma: Agustí Villaronga, director de cinema i guionista mallorquí (m. 2023).[10]
- 1962 - Barcelona: Núria Terés i Bonet, biòloga, professora i activista política, fou regidora de l'Ajuntament de Girona (m. 2016).[11]
- 1965 - Cervera: Pepa Fernández, periodista catalana.[12]
- 1968 - Cornellà de Llobregat: Emilia Cano i Camacho, marxadora catalana retirada.[13]
- 1970 - Seva, Osona: Àlex Crivillé Tapias, expilot de motociclisme de velocitat, primer català que va guanyar un títol mundial de 500cc.
- 1983 - Calella: Laia Noguera i Clofent, filòloga, poeta, dramaturga, traductora i música catalana.[14]
- 1985 - Palma: Maria Fuster Martínez, nedadora mallorquina.[15]
- 1998 - Benissa, Marina Alta: Lídia Santacreu i Ferrà, poetessa valenciana.[16]

Resta del món
- 1394, Porto, Portugal: Enric el Navegant, infant de Portugal i primer Duc de Viseu (m. 1460).
- 1492, Florència: Francesco de Layolle, compositor i organista.
- 1537, Pequín, Xina: Zhu Zaihou, Emperador Longqing de la Dinastia Ming (m. 1572).[17]
- 1678, Venècia, República de Venècia: Antonio Vivaldi, compositor italià (m. 1741).[18]
- 1824, Fröskogs, Älvsborg, Suècia: Carl Yngve Sahlin, filòsof suec.
- 1904, Santoña, Cantàbria, Espanya: Luis Carrero Blanco, polític i militar espanyol (m. 1973).[19]
- 1916, Bolonya (Itàlia): Giorgio Bassani, escriptor italià (m. 2000).[20]
- 1932, Johannesburg: Miriam Makeba, cantant sud-africana i activista dels drets civils (m. 2008).[21]
- 1935, Thisted, Dinamarca: Bent Larsen, Gran Mestre d'escacs danès (m. 2010).
- 1947, Vigo: Aida Fernández Ríos, científica, doctora en biologia i oceanògrafa espanyola (m. 2015).[22]
- 1948, Los Angeles, Califòrnia (EUA): Lee Earle, conegut popularment com a James Ellroy, assagista escriptor de ficció de novel·la negra americà.[23]
- 1959, ?: Teresa Canela Giménez, Mestra Internacional Femenina d'escacs catalana, diversos cops Campiona de Catalunya.[24]
- 1962, 
  - Saint-Leu-la-Forêt: Claire Voisin, matemàtica francesa.[25]
- 1971, La Esperanza, Hondures: Berta Cáceres, activista ambientalista que morí assassinada (m. 2016).[26]
- 1973 - Torquay, Anglaterra: Penny Mordaunt, política britànica
- 1979, Roubaix: Karima Delli, política francesa.[27]
- 1982, Istanbul: Yasemin Mori, cantautora turca de rock alternatiu.[28]
- 1992, Palm Springs, Califòrnia, EUA: Jazmin Grace Rotolo, filla del príncep Albert II de Mònaco.

## Necrològiques
Països Catalans
- 1522 - València: Vicent Peris, dirigent de les Germanies de València, mort en l'atac a sa casa de l'exèrcit reialista comandat pel marquès de Cenete.[29]
- 1934 - Barcelona: Santiago Valentí i Camp periodista, escriptor, editor, sociòleg i polític català (n. 1875).[30]
- 1948 - Barcelona: Anna Durà Batlle –Anna Aguilar–, pianista i pedagoga catalana.[31]
- 2007 - Barcelona: Josep Maria Huertas Claveria, periodista i escriptor (n. 1939).
- 2012 - París: Felícia Fuster i Viladecans, poeta, pintora i traductora catalana (n. 1921).[32]
- 2017 - Barcelona: Maria Teresa Ferrer i Mallol, historiadora medievalista catalana (n. 1940).[33]
- 2023 - Barcelonaː Ricard Torrents i Bertrana, assagista, traductor i crític literari català, un dels principals estudiosos de Jacint Verdaguer i primer rector de la Universitat de Vic (n. 1937).

Resta del món
- 303 o 304, Nicomèdia: Adrià de Nicomèdia, màrtir cristià.
- 1842, Filadèlfia, Pennsilvània, Estats Units: James Forten, empresari i important abolicionista estatunidenc.
- 1852, Moscou, Imperi Rus: Nikolaj Gogol, escriptor ucraïnès en llengua russa (n. 1809).
- 1916, Braquis (França): Franz Marc, pintor alemany expressionista (. 1880).
- 1923, Rostrenen, Bretanya: Philomène Cadoret, escriptora bretona (n. 1982).[34]
- 1931, Santiago de Xile, Xile: Victoria Subercaseaux Vicuña, socialite xilena (n. 1848).[35]
- 1948, Cambridge: Elsa Brändström, infermera i filantropa sueca, coneguda com l'«Àngel de Sibèria» (n. 1888).[36]
- 1960, Nova York (EUA): Leonard Warren, baríton estatunidenc.(n. 1911).[18]
- 1963, Rutherford (Nova Jersey), EUA: William Carlos Williams, poeta estatunidenc (n. 1883).[37]
- 1986, Pequín (Xina): Ding Ling, nom de ploma de l'escriptora xinesa Zhiang Bingjih (n. 1904)[38][39]
- 1986, Leningrad, Unió Soviètica: Liudmila Rudenko, segona Campiona del món d'escacs (n. 1904)[40]
- 1992, Minot (Dakota del Nord): Mary Osborne, guitarrista de jazz, cantant i fabricant de guitarres estatunidenca.[41]
- 1994, Durango, estat de Durango, Mèxic: John Candy, actor còmic canadenc (n. 1950).
- 2002, París: Ugné Karvelis, editora, escriptora, crítica literària, traductora i diplomàtica lituana a la UNESCO (n. 1935).[42]
- 2003, Florència: Fedora Barbieri, mezzosoprano italiana (n. 1920).[43]
- 2008: George Herbert Walter, primer ministre d'Antigua i Barbuda (n. 1928)[44]
- 2013: Levallois-Perret: Jérôme Savary, actor, director teatral, dramaturg, trompetista, expert en arts escèniques (n. 1942).[45]
- 2022, Kemper: Anne Beaumanoir, neurofisiòloga francesa i membre de la Resistència.[46]

## Festes i commemoracions
- Santoral:
  - Sant Luci I papa;
  - Sant Casimir de Polònia, príncep;
  - Sant Eteri de Barcelona
  - Sant Eugeni de València, primer bisbe llegendari de Barcelona i València, però inexistents;
  - Sant Adrià de Nicomèdia (també celebrat el 8 de setembre);
  - Sant Pere I de Cava, abat i fundador de la Congregació Benedictina de Cava de' Tirreni o Orde dels Cavencs;
  - Beat Humbert III de Savoia;
  - Venerable Ramon Balcells i Masó, prevere i màrtir (1937).